# Cadeia cinemática

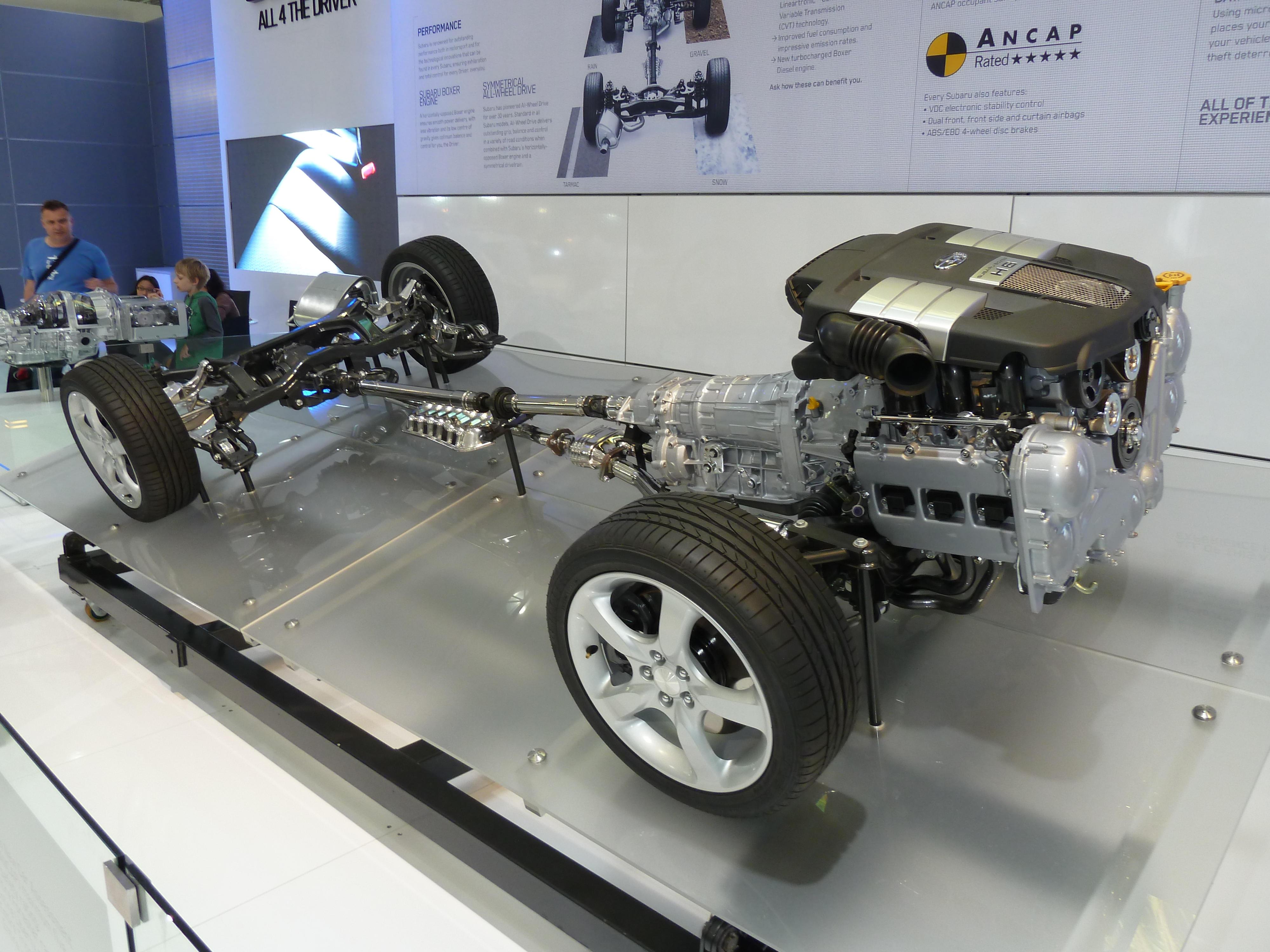
Grupo motopropulsor de um Subaru Legacy.

A cadeia cinemática ou grupo motopropulsor de um veículo, normalmente um automóvel, é o conjunto de elementos envolvidos na tração do mesmo.